# عملية الزئبق (عملية خداع)
كانت عملية الزئبق (بالإنجليزية Operation Quicksilver) إحدى عمليات الخداع العسكري خلال الحرب العالمية الثانية. قام بها الحلفاء في عام 1944، كتهديد بغزو فرنسا من خلال منطقة ممر كاليه وذلك عبر محاكاة لجيش ميداني كبير في جنوب شرق إنجلترا. وقد شكلت جزءاً من عملية الثبات الخداعية، والتي بذاتها تُعد جزءاً من خطة عملية الحارس الشخصي الاستراتيجية. كان العنصر الأساسي في عملية الزئبق هو إيهام القادة الألمان بأنه من المفترض أن الجيش الأول الأمريكي الوهمي (FUSAG) تحت قيادة الجنرال جورج باتون سيهبط في ممر كاليه استعداداً لغزو أوروبا الكبير، بعدما تكون الإنزالات في النورماندي قد جذبت المدافعين الألمان إلى تلك الجبهة. (كان الجيش الأول الأمريكي الوهمي مقراً حقيقياً لمجموعة من مجموعات الجيش التي أصبحت فيما بعد المجموعة العسكرية الثانية عشرة بقيادة عمر برادلي، ولكنها مُنحت دوراً مزيفاً مثل العديد من الفرق التي لا وجود لها لأغراض خداعية).
كان خوان بوجول غارسيا، المعروف بالاسم الرمزي البريطاني غاربو والألماني آرابيل، عميلاً مزدوجاً موالياً للحلفاء من الذين لعبوا دوراً حاسماً في عمليات الخداع بتزويد ألمانيا بمعلومات تفصيلية عن شبكة من العملاء الفرعيين لا وجود لهم وذلك لدعم فكرة أن الغزو الرئيسي سيحدث في ممر كاليه.

## خلفية تاريخية
المقال الرئيسي: عملية الحارس الشخصي
كانت عملية الزئبق عملية خداع في الحرب العالمية الثانية أجرتها دول الحلفاء. وشكلت جزءاً من عملية الحارس الشخصي، وهو خداع عسكري استراتيجي واسع هدفّ إلى دعم غزو الحلفاء لفرنسا الواقعة تحت الاحتلال الألماني في يوليو 1944. وقد صُممت عملية الحارس الشخصي لخداع قيادة المحور العليا فيما يتعلق بنوايا الحلفاء خلال الفترة التي سبقت الغزو. كانت عملية الثبات الجنوبية خطة فرعية دعت إلى إنشاء جيش ميداني وهمي في جنوب شرق إنجلترا، بهدف التهديد بغزو لمنطقة ممر كاليه في فرنسا.
وقد انبثقت عملية الثبات من الخطط التي قدمها نويل وايلد، مدير مكتب عمليات (ب)، وجون بيفان، من قسم مراقبة لندن في أواخر عام 1943. واقترحت التعديلات الأولية في يناير 1944 تشكيل قوات وهمية في جنوب إنجلترا على أمل جذب اهتمام الألمان لمنطقة كاليه. كان العقيد ديفيد سترينغوايز، رئيس قسم عمليات خداع القوة (ر) التابع لمونتغمري، غير متفائل بهذا النهج. وكان قد عمل تحت قيادة دادلي كلارك في القاهرة خلال بداية الحرب. وهناك تعلم من كلارك أن هذا الخداع كان يعتمد على جعل العدو يقوم بشيء ما، وليس مجرد التفكير في شيء ما. ولذلك كان سترينغوايز ينتقد بشدة الخطة الأصلية، وفي النهاية أعاد كتابة عملية الثبات مع التركيز على خلق تهديد حقيقي لمنطقة ممر كاليه. كانت عملية الزئبق هي خطة سترينغوايز لتنفيذ عملية الثبات الجنوبية، وهي تتكون من ستة أقسام تركز على إنشاء مجموعة الجيش الأول الأمريكي (FUSAG).
كان سيناريو الحلفاء بالنسبة لمجموعة الجيش الأول الأمريكي هي أن مجموعة الجيش هذه، والتي تتخذ من جنوب شرق إنجلترا مقراً لها، سوف تغزو منطقة ممر كاليه بعد عدة أسابيع من إنزال محدود ومُضلل في النورماندي. كان الغرض من القوات المُعدة للغزو بالنسبة للجيش أن تُمثل، إلى وجهة النظر الألمانية، الجزء الأكبر من قوات الحلفاء في إنجلترا. وكانت عملية الزئبق الاسم الرمزي لعدد من الخدع المادية لدعم تشكيل الجيش الأول الأمريكي الوهمي، بما في ذلك الخداع اللاسلكي وحركات القوات وحملات القصف.

## نظرة عامة

شارة الجيش الأول الأمريكي "الجيش الميداني الوهمي" التي استخدمت خلال العملية

قُسمت عملية الزئيق إلى ست خطط فرعية رُقمت من الأولي إلى السادسة:
1- خطة الزئبق الأولى كانت «القصة» الأساسية لعملية الثبات: كان من المقرر أن تنزل مجموعة الجيش الأول الوهمي الأمريكي، ومقرها جنوب شرق إنجلترا، في ممر كاليه بعد استدعاء الاحتياطيات الألمانية إلى النورماندي.
2- خطة الزئبق الثانية كانت خطة الخداع اللاسلكي للعملية، والتي تتضمن تحركات واضحة للوحدات من مواقعها الحقيقية إلى جنوب شرق إنجلترا.
3 -	خطة الزئبق الثالثة كانت عرض لمركبات الإنزال الوهمية، بما في ذلك المحاكاة المقترنة لحركة المرور اللاسلكي ووضع علامات الطرق والمناطق الخاصة. عانت مركبات الإنزال، التي صُنعت من الخشب والقماش، والمعروفة باسم بيجبوب، من كونها خفيفة للغاية. فقد تسببت الرياح والأمطار في انقلاب العديد منها أو دفعها ناحية الأرض.
4 -	خطة الزئبق الرابعة كانت الخطة الجوية للعملية، بما في ذلك قصف منطقة شاطئ ممر كاليه والقصف التكتيكي للسكك الحديدية قبل اليوم-دي مباشرة.
5- خطة الزئبق الخامسة شملت زيادة النشاط حول ميناء دوفر (بإعطاء الانطباع بشق أنفاق، وبناء محطات لاسلكية إضافية)، كتلميح باستعدادات للغزو.
6- خطة الزئبق السادسة كانت إضاءة ليلية لتُحاكي نشاط ليلي حيث تتمركز مركبات الإنزال الوهمية.
نُفذت العملية عن طريق إشارات لاسلكية زائفة تدل على وجود حشد للوحدات في جنوب شرق إنجلترا، بالإضافة إلى تقديم العملاء المزدوجون المدعومون من نظام مكافحة التجسس لتقارير كاذبة إلى المخابرات الألمانية. فالسماح لأحد هؤلاء العملاء بالادعاء بسرقته لوثائق تصف خطط الغزو والتي تخضع لحراسة مشددة قد يثير الشكوك. وبدلاً من ذلك، فقد سُمح لهم بالإبلاغ عن التفاصيل الدقيقة مثل الشارات على بزات الجنود وعلامات الوحدات على المركبات. وأعطت عمليات المراقبة في المناطق الجنوبية والوسطى معلومات دقيقة حول الوحدات الموجودة هناك: وهي قوات الغزو الفعلية. وأشارت التقارير الواردة من جنوب غرب إنجلترا إلى مشاهدات قليلة للقوات، بينما في الواقع كان هناك وحدات كثيرة موجودة هناك. ووصفت تقارير من جنوب شرق إنجلترا القوى الحقيقية والصورية لعملية الزئبق. كان أي مخطط عسكري يعرف أنه من أجل شن غزو هائل لأوروبا من خلال إنجلترا، فإنه من المفترض أن تتركز وحدات الحلفاء في جميع أنحاء البلاد، بما يشمل تلك الوحدات التي ستهبط أولاً إلى أقرب نقطة للغزو. استخدمت الاستخبارات الألمانية تقارير العملاء لتقييم قوات الحلفاء المُعدة للمعركة التي وضعت كمركز ثقل لقوة الغزو في مقابل ممر كاليه، النقطة الأقرب لإنجلترا على الساحل الفرنسي، وبالتالي فهو موقع غزو محتمل. كانت عمليات الخداع فعالة جداً بحيث احتفظ الألمان بخمسة عشر فرقة احتياطية بالقرب من كاليه حتى بعد أن بدأ الغزو في نورماندي، خشية أن يكون هذا هجوماً مُضللاً عن الغزو «الحقيقي» لكاليه.
وعلى عكس الاعتقاد الخاطئ الشائع، فلم تنفذ عمليات خداع الجيش الأول الأمريكي الوهمي بشكل أساسي باستخدام الدبابات المزيفة، أو الطائرات، أو غيرها من المعدات الوهمية، لأنه في تلك المرحلة من الحرب لم يتمكن الألمان من القيام باستطلاع جوي فوق إنجلترا، فمثل هذا الجهد كان بلا فائدة. تمركزت مركبات الإنزال الوهمية في موانئ شرق وجنوب شرق إنجلترا حيث ربما تمكن الألمان من ملاحظتها.(كان لدي الحلفاء الكثير من المعدات المزيفة، التي اُستخدمت في شمال إفريقيا ثم في قارة أوروبا).